# Witalis (Maksimienko)
Witalis, imię świeckie Wasilij Iwanowicz Maksimienko (ur. 27 lipca?/8 sierpnia 1873 w Hłafiriwce, zm. 21 marca 1960 w New Jersey) – rosyjski duchowny prawosławny, biskup Rosyjskiego Kościoła Prawosławnego poza granicami Rosji.

## Życiorys

### Edukacja i wczesna działalność
Pochodził z ubogiej rodziny wiejskiego diakona. We wczesnym dzieciństwie stracił oboje rodziców i został przygarnięty razem z sześciorgiem rodzeństwa przez wuja. W 1893 ukończył seminarium duchowne w Jekaterynosławiu, zaś w 1894 wstąpił do Kijowskiej Akademii Duchownej. Za udział w demonstracji studenckiej został usunięty z uczelni bez prawa podjęcia nauki w innej szkole. W związku z tym musiał podjąć pracę nauczyciela we wsi Priawdiwki, gdzie pozostawał do 1896. Powody swojego relegowania z Akademii opisywał w listach do przyjaciół ze studiów, którzy następnie przedstawili je rektorowi Kazańskiej Akademii Duchownej, biskupowi czeboksarskiemu Antoniemu. Dzięki jego protekcji Wasilij Maksimienko uzyskał prawo kontynuacji studiów teologicznych na II roku Kazańskiej Akademii Duchownej. Tam też w 1899 uzyskał tytuł kandydata nauk teologicznych. 
W czasie studiów Wasilij Maksimienko zachorował na gruźlicę. Mimo tego 24 stycznia 1899 złożył on wieczyste śluby mnisze z imieniem Witalis. 25 stycznia 1899 w Ławrze Poczajowskiej przyjął święcenia diakońskie z rąk biskupa wołyńskiego i żytomierskiego Antoniego, dawnego biskupa czeboksarskiego. Ten sam hierarcha 18 maja 1899 wyświęcił go na hieromnicha. W związku ze złym stanem zdrowia Witalis (Maksimienko) został skierowany do pracy w charakterze wykładowcy w Aleksandrowskim misyjnym seminarium duchownym w Ardonie na Kaukazie. Przebywał tam do 1902.

### Działalność w Ławrze Poczajowskiej
W tym samym roku otrzymał godność archimandryty i został skierowany do Ławry Poczajowskiej w charakterze jednego z misjonarzy eparchialnych. Po przybyciu do Poczajowa otrzymał funkcję kaznodziei i kierownika drukarni działającej przy Ławrze. Od 1903 do 1917 był redaktorem pisma Poczajewskij List i oficjalnej części pisma Wołynskije Eparchialnyje Wiedomosti. W 1910 redagował ponadto pisma Russkij Inok, Poczajewska Ławra oraz tygodnik Poczajewskij Listok.
Reprezentował poglądy monarchistyczne, konserwatywne i nacjonalistyczne. Od 1906 przewodniczył oddziałowi Związku Narodu Rosyjskiego na Wołyniu. W jego ramach działał na rzecz zwalczania organizacji rewolucyjnych w Rosji. Włodzimierz Osadczy w następujący sposób opisuje działalność kierowanej przez niego drukarni:

Wydawnictwa ławry zamieniły się w bardzo agresywne, antysemickie, wrogie wszelkim „nierosyjskim” siłom pisma, zawzięcie zwalczające katolicyzm, mazepiństwo, zgniły Zachód itd. Rażąco niechrześcijański duch przesiąkający wydawnictwa Ławry zmuszał do dystansowania się od nich nawet wysokich hierarchów Cerkwi z „obozu patriotycznego”

Biskup chełmski, a następnie wołyński Eulogiusz (Gieorgijewski) w swoich wspomnieniach pisał, że drukarnia poczajowska stanowiła instytucję de facto niezależną od Ławry Poczajowskiej, zajmującą się wyłącznie propagandą polityczną w duchu radykalnego nacjonalizmu rosyjskiego. Archimandryta Witalis regularnie jeździł do Petersburga i konsultował swoje poczynania z najwyższymi władzami kraju. Równocześnie gubernator wołyński miał zastrzeżenie do jego działalności, twierdząc, że przyczynia się on do naruszenia ładu i porządku publicznego.
W 1908 Witalis, prowadząc procesję w powiecie dubieńskim, otwarcie wzywał gromadzących się wiernych do pogromów. W 1911 uczestniczył w spotkaniu z liderami galicyjskich moskalofilów, w czasie którego przygotowywana była szeroka kampania propagowania prawosławia wśród greckokatolickiej ludności Galicji
Po wybuchu I wojny światowej wyjechał z Poczajowa do Mohylewa. W 1918 udał się do Kijowa w celu wzięcia udziału w tajnym spotkaniu monarchistów. Następnie wrócił do Poczajowa i tam został aresztowany w marcu 1919 przez wojska Semena Petlury. Został internowany w monasterze bazyliańskim w Buczaczu razem z arcybiskupami Antonim i Eulogiuszem oraz swoim bliskim współpracownikiem, hieromnichem Tichonem. W sierpniu tego samego roku zwolniony, wrócił do Ławry Poczajowskiej. Mianowany przełożonym Ławry, pełnił urząd do 1921. W wymienionym roku został aresztowany na polecenie władz polskich, z powodu antypolskiej postawy, jaką wykazywał się jeszcze przed 1914 w swoich publikacjach. Do 1922 był więziony w Dęblinie. Po zwolnieniu przez pewien czas służył w eparchii grodzieńskiej. Następnie wyjechał do Królestwa SHS. Do 1923 przebywał w różnych klasztorach Serbskiego Kościoła Prawosławnego.

### Działalność w Czechosłowacji
W 1923, na zaproszenie arcybiskupa praskiego Sawwacjusza udał się do Czechosłowacji. Przez rok był proboszczem parafii w Preszowie. Następnie w 1924 założył monaster św. Hioba Poczajowskiego w Ladomirovej, pozostający w jurysdykcji Rosyjskiego Kościoła Prawosławnego poza granicami Rosji. Od 1925 prowadził przy nim drukarnię, która wydawała co roku „Cerkownyj Russkij Kalendar”, od 1928 pismo „Prawosławnaja Karpatskaja Rus' ” oraz księgi liturgiczne. Monaster prowadził również działalność misyjną, przyczyniając się do przejścia 24 parafii katolickich obrządku rusińskiego na prawosławie. 

### Działalność w Stanach Zjednoczonych
23 kwietnia 1934 w Belgradzie miała miejsce jego chirotonia biskupia, w której udział jako konsekratorzy wzięli metropolici Antoni (Chrapowicki) i Eulogiusz (Gieorgijewski). Otrzymał tytuł biskupa Detroit, zwierzchnika parafii Rosyjskiego Kościoła Prawosławnego poza granicami Rosji w Ameryce Północnej. We wrześniu 1934 otrzymał godność arcybiskupią. Jego rezydencją był monaster Trójcy Świętej w Jordanville, przy którym powołał do życia seminarium duchowne; był jego rektorem od 1948 do 1960. Dążył do zjednoczenia w ramach Rosyjskiego Kościoła Prawosławnego poza granicami Rosji wszystkich struktur prawosławnych założonych przez Rosjan na kontynencie amerykańskim, czasowo doprowadzając do porozumienia z Metropolią Amerykańską kierowaną przez metropolitę Platona. W 1946 został przełożonym monasteru w Jordanville, którą to funkcję pełnił do 1960. Dzięki jego wysiłkom monaster stał się duchowym centrum Rosyjskiego Kościoła Prawosławnego poza granicami Rosji i jego najważniejszą wspólnotą mniszą. Arcybiskup Witalis założył przy nim drukarnię, publikującą wydawnictwa cerkiewne i o tematyce rosyjskiej.
W 1947, po odnowieniu się podziałów wśród rosyjskiej emigracji w USA i zerwaniu stosunków między Metropolią Amerykańską a Cerkwią zagraniczną, mianowany arcybiskupem północnoamerykańskim i kanadyjskim w ramach tej ostatniej. W 1950, po podziale eparchii Kościoła zagranicznego w USA stanął na czele eparchii wschodnioamerykańskiej z tytułem arcybiskupa Wschodniej Ameryki i Jersey. Zmarł w New Jersey i został pochowany w nieukończonej cerkwi św. Włodzimierza w Jackson, której budowę szczególnie wspierał począwszy od 1938.